# 夏目鈴
夏目 鈴（なつめ すず、1991年3月13日 - ）は、日本の元タレント、女優。身長168cm。兵庫県神戸市出身。元アミューズ所属。

## 出演

### テレビドラマ
- セクシーボイスアンドロボ 第5話（日本テレビ）
- ライフ〜壮絶なイジメと闘う少女の物語〜（2007年6月 - 9月、フジテレビ） - 宇田里絵 役
- 学校じゃ教えられない!（2008年7月 - 9月、日本テレビ）- 亀田真帆 役
- ヤンキー君とメガネちゃん（2010年4月 - 6月、TBS） - 橘サオリ 役
- 放課後グルーヴ 第1話（2013年4月22日、TBS） - 西先輩 役

### 映画
- 華鬼（2009年） - 須澤梓 役
- ハンドメイドエンジェル（2010年） - 萩千里 役
- ガチバン アルティメット（2011年） - 難波美奈 役
- 不良少年 3,000人の総番（2012年）
- リアル鬼ごっこ5 （2012年）
- 東京トワイライト（2013年）第1話・二〇二の女 - 二〇二の女 役
- モンスター（2013年） - 奥井直子 役

### Vシネマ
- ガチバンV 竜虎炎上（2009年） - 難波美奈 役
- ガチバンVI 野獣降臨（2009年） - 難波美奈 役
- ゼブラミニスカポリスの逆襲（2010年） - 結城早百合 役
- 獅子の叫び（2012年）
- ハイエナ（2013年） - 建設会社社長の娘 役
- 赤と鉄 〜再生倶楽部（2013年）

### 雑誌
- C&B（2007年11月2日、晋遊舎）
- B.L.T.
- Audition

### PV
- サクラメリーメン『コロナ』

### CM
- 駿台予備校「受験生の決意」編（2007年3月 - ）
- ニンテンドーDS「パンダさん日記」